# 심약
심약(중국어: 沈約, 441년 ~ 513년)은 중국 위진 남북조 시대 송나라, 제나라, 양나라의 공신, 정치인, 관료, 학자, 역사가, 시인, 문인이다.
저장성 오흥(吳興, 지금의 절강성 호주) 출신으로, 자는 휴문(休文), 호는 은후(隱侯)ㆍ동양(東陽), 시호는 은(隱)이다.

## 가문 내력
조부 심림자(沈林子)는 송나라의 정로장군(征虜將軍)이었고, 부친 심박(沈璞)은 송나라의 회남태수(淮南太守)였다.

## 관력
송나라 때, 안서외병참군과 상서도지낭을 지내고, 제나라 때, 국자감 좨주와 사도좌장사, 동양태수(東陽太守)를 지냈다. 양나라 때, 양 무제(梁 武帝) 소연(蕭衍)을 도와, 양나라를 건국한 공로로, 건창현후(建昌縣侯)에 봉해지고, 이부상서(吏部尙書), 상서복야(尙書僕射), 상서령(尙書令), 좌광록대부(左光綠大夫), 시중(侍中)을 역임하였다.

## 평가
명문세족이었지만, 일찍 부모를 여의어, 학문에 힘썼다. 정치가로서뿐만 아니라 문인으로도 뛰어나, 제나라 때, 양 무제(梁 武帝) 소연(蕭衍)과 함께, 경릉팔우(竟陵八友)의 한 사람이 되었다. 당시, 임방(任昉)의 문장, 심약(沈約)의 시를 제일로 꼽았으며, 궁체시(宮體詩)의 선구가 되었다. 또한, 불교에 능통하고, 사성팔병설을 주창하여, 영명체(永明體)와 근체시(近體詩)의 근거를 성립하였다.

## 저서
- 진서(晉書)
- 송서(宋書)
- 제기(齊纪)
- 송문장지(宋文章志)
- 사성보(四聲譜)
- 심은후집(沈隱侯集)
- 심휴문집(沈休文集)

## 같이 보기
- 소연
- 심경지
- 심문숙
- 심문계
- 심소략
- 심군리
- 심흠
- 심각